# ألين ديفيس
ألين ديفيس (بالإنجليزية: Eliot Davis)‏ هو سياسي نيوزلندي، ولد في 15 أغسطس 1871 في نيلسون في نيوزيلندا، وتوفي في 5 يناير 1954 في أوكلاند في نيوزيلندا. حزبياً، نشط في حزب العمال النيوزيلندي.